# Igbaras
Igbaras é um município de  segunda classe de renda municipal (d) na província Iloilo, nas Filipinas. De acordo com o censo de 1 de maio  de  2020 possui uma população de 32 197 pessoas e 8 021 domicílios.